# Oculocornia orientalis
Oculocornia orientalis là một loài nhện trong họ Linyphiidae.
Loài này thuộc chi Oculocornia. Oculocornia orientalis được miêu tả năm 1985 bởi Oliger.